# Grandfontaine (Zwitserland)
Grandfontaine is een gemeente en plaats in het Zwitserse kanton Jura, en maakt deel uit van het district Porrentruy.
Grandfontaine telt 352 inwoners.